# Admicom
Admicom Oyi är ett finländskt mjukvarubolag specialiserat på molnbaserade affärssystem. Huvudkontoret ligger i Jyväskylä.